# Santa Ana (Vulkan)
Santa Ana (spanisch: volcán Santa Ana) oder auch Ilamatepec ist ein Vulkan im Departamento Santa Ana, El Salvador.

## Allgemeine Informationen
Der Ilamatepec ist Teil der Gebirgskette von Apaneca und liegt in einem tropisch feuchten Bergwald und in Gebieten mit Kaffeepflanzungen. Der Vulkan befindet sich zirka 65 Kilometer westlich der Hauptstadt. In der Umgebung des Vulkans leben zirka 10.000 Menschen. Die Region lebt vorwiegend von der Landwirtschaft und vom Tourismus.
Mit seinen 2381 Metern über dem Meeresspiegel stellt der Vulkan den höchsten Feuerberg des Landes dar. Im Inneren des Hauptkraters haben sich mit der Zeit drei weitere Krater gebildet.

## Frühere Eruptionen
Eruptionen des Vulkans sind aus den Jahren 1520, 1521, 1524, 1570, 1576, 1621, 1722, 1734, 1874, 1878, 1879, 1880, 1882, 1884, 1904 und 1920 überliefert.

## Aktuelle Ausbrüche
Nach einer langen Ruhepause brach der Vulkan am 1. Oktober 2005 erneut aus. Über dem Kraterrand des Vulkans stand eine über 10.000 Meter hohe Rauchwolke. Er schleuderte flüssiges Magma, große Gesteinsbrocken und Asche heraus. Aus den Vulkanhängen trat kochendes Wasser hervor. Bereits Mitte September 2005 wurde vor einem erneuten Ausbruch gewarnt, nachdem die seismischen Aktivitäten auffällig zugenommen hatten.
Durch die Eruption wurden zwei Menschen getötet, tausende Bewohner mussten fliehen. Berichten nach wurden Gesteinsbrocken bis zu 1,5 Kilometer weit geschleudert.